# Nelloptodes gretae
Nelloptodes gretae ist eine blinde Zwergkäferart (Ptiliidae) aus Ostafrika. Die Art wurde im Oktober 2019 von Michael Darby beschrieben und nach der schwedischen Klimaschutzaktivistin Greta Thunberg benannt. Die Fühler des Käfers erinnerten den Forscher an ihre Zöpfe.

## Beschreibung
Der winzige Käfer ist goldgelb und hat eine Länge von 0,79 Millimeter. Er hat weder Augen noch Flügel. Mittig auf seinem Kopf befindet sich eine kleine Grube. Auffälligstes Merkmal sind die langen zopfartigen Fühler. Er lebt im Erdboden und ernährt sich von Pilzhyphen und Sporen.

## Sonstiges
Die neu beschriebene Käferart wurde bereits Mitte der 1960er Jahre in Bodenproben aus Kenia und Uganda gefunden. Der Entomologe William C. Brock entnahm zwischen 1964 und 1965 Bodenproben aus ganz Ostafrika und spendete sie 1978 an das Natural History Museum in London. Michael Darby, ein wissenschaftlicher Mitarbeiter des Museums, nahm sie kürzlich genauer unter die Lupe. Dabei entdeckte er den kleinen Käfer und entschied sich, ihn nach Greta Thunberg zu benennen. Er ist eine von neun dokumentierten Zwergkäferarten der neu beschriebenen Gattung Nelloptodes.